# Urcy
Urcy ist eine französische Gemeinde mit 145 Einwohnern (Stand 1. Januar 2022) im Département Côte-d’Or in der Region Bourgogne-Franche-Comté (vor 2016 Bourgogne); sie gehört zum Arrondissement Beaune und zum Kanton Longvic. 

## Geographie
Urcy liegt etwa neunzehn Kilometer westsüdwestlich von Dijon. Umgeben wird Urcy von den Nachbargemeinden Fleurey-sur-Ouche im Norden, Valforêt im Osten und Süden, Gergueil im Südwesten sowie Arcey im Westen und Nordwesten.

## Bevölkerung
| Jahr                       | 1962 | 1968 | 1975 | 1982 | 1990 | 1999 | 2006 | 2019 |
| Einwohner                  | 75   | 63   | 46   | 65   | 83   | 117  | 130  | 149  |
| Quellen: Cassini und INSEE |      |      |      |      |      |      |      |      |

## Sehenswürdigkeiten

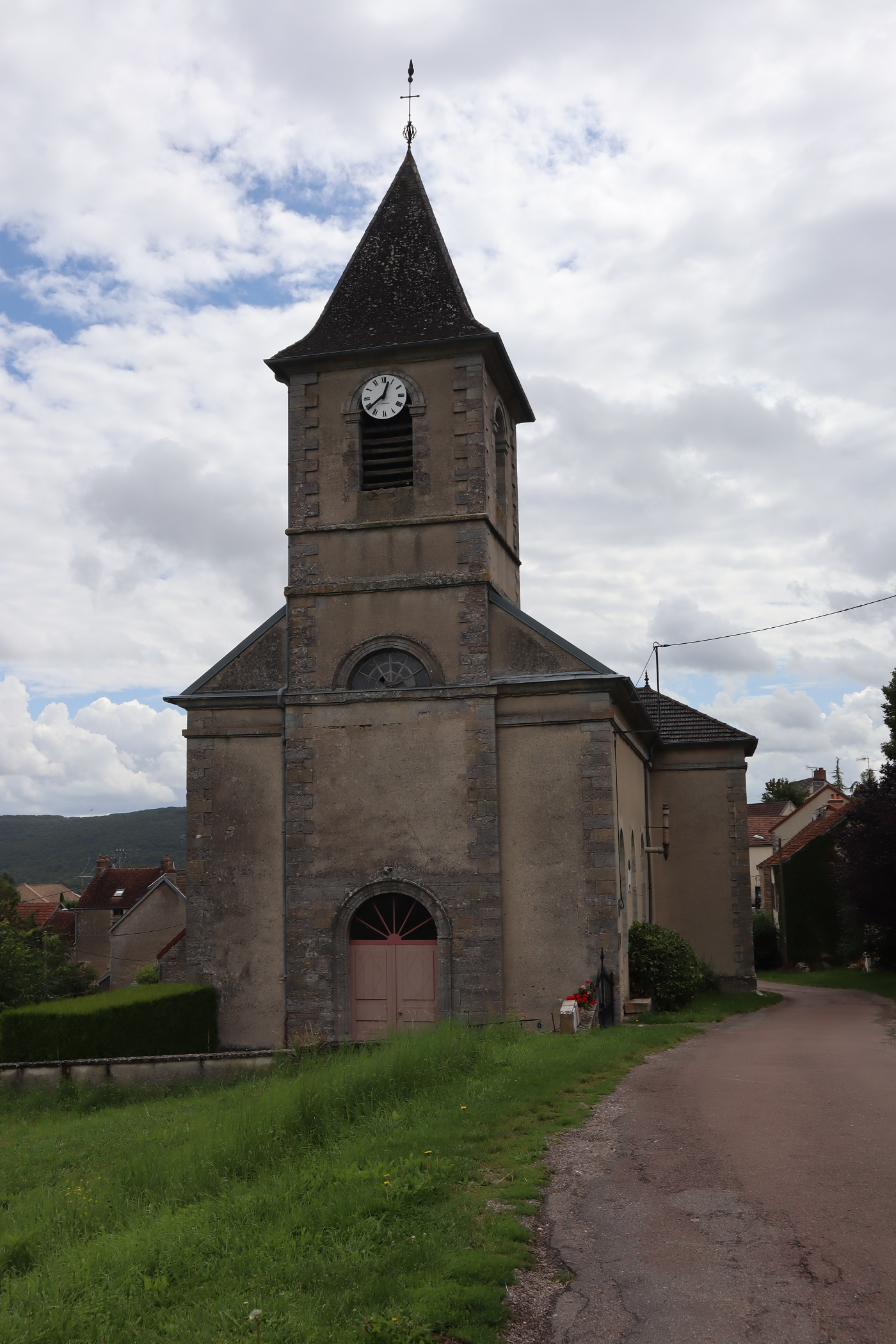
Kirche Saint-Médard
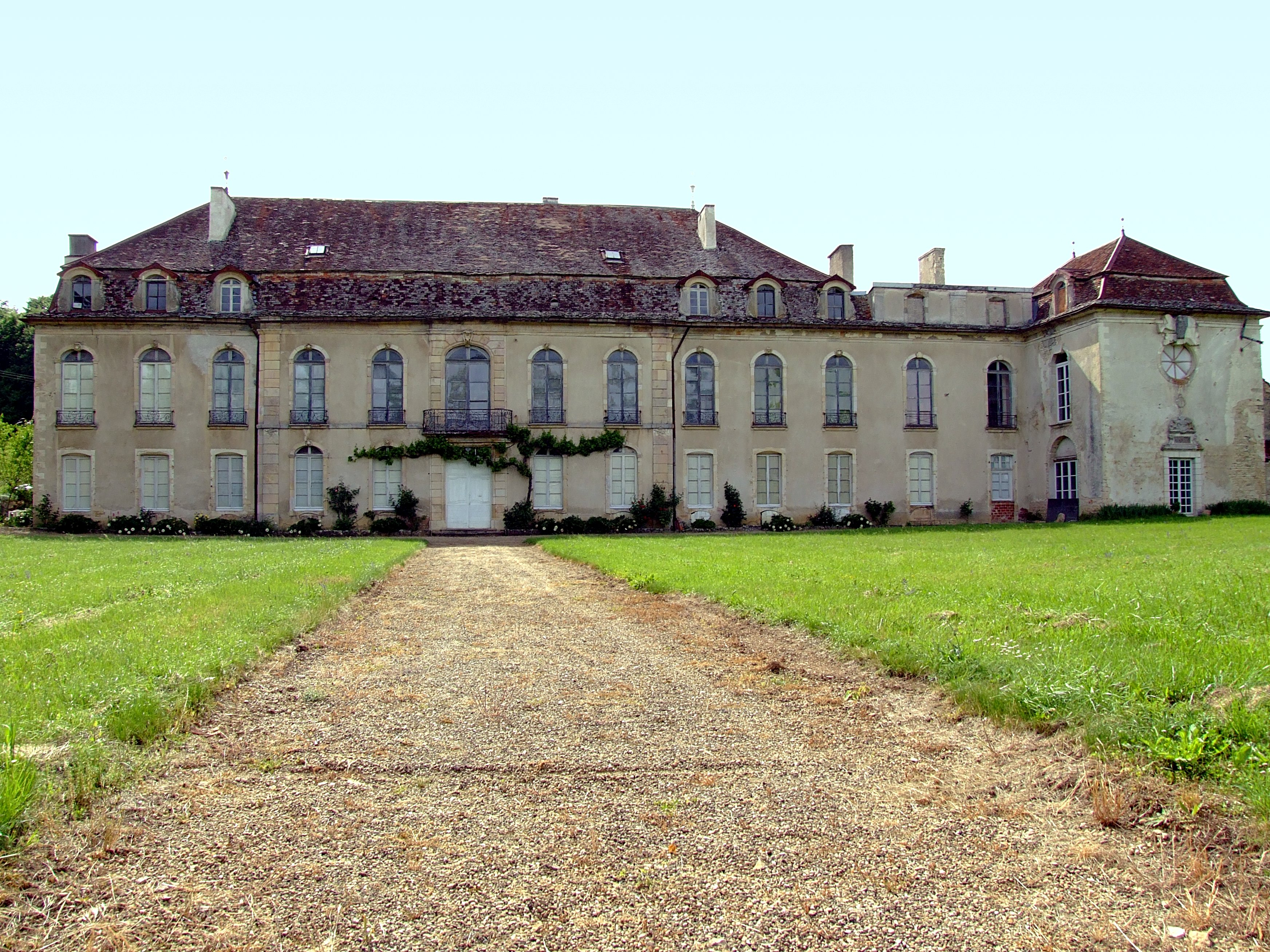
Schloss Monculot

- Kirche Saint-Médard
- Schloss Monculot